# Ioulia Drounina
Ioulia Vladimirovna Drounina (en russe : Ю́лия Влади́мировна Дру́нина), née le 10 mai 1924 à Moscou, en Union soviétique, et morte le 21 novembre 1991 dans la même ville, est une poétesse soviétique, connue surtout pour ses poèmes consacrées à la Grande guerre patriotique,,,,. Elle est l'épouse du cinéaste Alexeï Kapler en 1960-1979. L'astéroïde (3804) Drunina découvert en 1969 porte son nom.

## Biographie
Ioulia Drounina naît à Moscou où sa famille vit dans un appartement commun, dans la pauvreté. Depuis 1931, elle étudie à l'école n° 131 de Moscou, où enseigne son père. Depuis son enfance, elle aime lire et ne doute pas qu’elle deviendra écrivain. À l'âge de 11 ans, elle commence à écrire de la poésie. Elle fréquente l'atelier littéraire de la Maison centrale d'éducation artistique des enfants, située dans le bâtiment du Théâtre des jeunes spectateurs. À la fin des années 1930, elle participe au concours de poésies et remporte un prix pour le poème Nous étions assis ensemble à un pupitre d’école qui sera publié dans le Journal des enseignants et diffusé à la radio.
Vétéran de la Grande guerre patriotique, Ioulia Drounina est démobilisée en 1944, avec le grade de sous-officier des services médicaux. Elle entame les études dans l'Institut de littérature Maxime-Gorki dont elle sortira diplômée en 1952. La revue Znamia publie ses premiers vers en 1945.
En 1990, à l'ère de la perestroïka, elle devient députée du Soviet suprême de l'Union soviétique. Lors du putsch de Moscou, elle se joint aux manifestants venus défendre la Maison blanche.
Elle se donne la mort le 21 novembre 1991, dans sa voiture par asphyxie au monoxyde de carbone, en laissant un mot pour ses proches. Elle est inhumée auprès de son mari Aleksei Kapler au cimetière de Staryï Krym.